# Niasiata (stacja kolejowa)
Niasiata (biał. Нясята, ros. Несета) – stacja kolejowa w miejscowości Stancyja Niasiata, w rejonie kliczewskim, w obwodzie mohylewskim, na Białorusi. Położona jest na linii Osipowicze – Mohylew.
Jest to najbliżej położona stacja kolejowa od stolicy rejonu Kliczewa.
Stacja istniała przed II wojną światową.